# Man on Fire (film, 2004)
Pour les articles homonymes, voir Man on Fire.
Pour plus de détails, voir Fiche technique et Distribution.
Man on Fire ou L'Homme en feu au Québec est un film multinational réalisé par Tony Scott et sorti en 2004.
Man on Fire est l'adaptation du roman L'Homme de feu de Philip Nicholson (sous le pseudonyme d'A. J. Quinnell). C'est la seconde adaptation de ce roman après Man on Fire réalisé par Élie Chouraqui et sorti en 1987.

## Synopsis
John W. Creasy, un ex-agent de la CIA devenu alcoolique et dépressif, est engagé comme garde du corps par Samuel Ramos, membre d'une famille bourgeoise de Mexico. Creasy doit veiller sur sa fille Pita dans une région marquée par les enlèvements.
Le garde du corps, au bord du suicide, exerce froidement son métier dans un premier temps, rejetant la fillette de neuf ans qui cherche en lui un ami. Mais ensuite, elle réussit à apprivoiser cet homme au caractère d'ours, qu'elle surnomme affectueusement « Creasy Bear ». De son côté, il s'attache à Pita comme à l'enfant qu'il n'a pas eu. Cette relation le ramène à la vie.
Mais Pita tombe dans les griffes d'une mafia spécialisée dans l'enlèvement d'enfants, malgré la protection de son garde du corps. Creasy échoue dans sa mission non sans s'être courageusement battu et avoir tué quatre ravisseurs. Il est grièvement blessé. Une fois sorti de l'hôpital, il va traquer les ravisseurs pour venger à tout prix la petite fille.

## Fiche technique
Sauf indication contraire, les informations mentionnées dans cette section peuvent être confirmées par la base de données cinématographiques IMDb,  présente dans la section « Liens externes ».
- Titre original et français : Man on Fire
- Titre québécois : L'Homme en feu
- Réalisation : Tony Scott
- Scénario : Brian Helgeland, d'après le roman L'Homme de feu d'A. J. Quinnell
- Musique : Harry Gregson-Williams
- Direction artistique : Héctor Romero
- Décors : Chris Seagers, Benjamín Fernández et Elli Griff
- Costumes : Louise Frogley
- Photographie : Paul Cameron
- Montage : Christian Wagner
- Production : Lucas Foster, Arnon Milchan et Tony Scott
  - Production déléguée : Lance Hool et James W. Skotchdopole
  - Production associée : Don Ferrarone et Peter Toumasis
  - Coproduction : Conrad Hool
- Sociétés de production[1] : Fox 2000 Pictures, Regency Enterprises, Scott Free Productions, New Regency Pictures, Estudios Churubusco Azteca S.A. et Epsilon Motion Pictures
- Sociétés de distribution [1] : Twentieth Century Fox (États-Unis), UGC Fox Distribution (UFD) (France)
- Budget : 70 millions de dollars[2]
- Pays de production :  États-Unis,  Royaume-Uni,  Suisse,  Mexique
- Langues originales : anglais, espagnol
- Format[3] : couleur (DeLuxe) — 35 mm — 2,35:1 (CinemaScope) — son DTS | Dolby Digital
- Genre : action, thriller, drame
- Durée : 146 minutes
- Dates de sortie[4] :
  - États-Unis et Canada : 23 avril 2004
  - Royaume-Uni : 8 octobre 2004
  - France : 13 octobre 2004
  - Suisse romande : 27 octobre 2004
  - Belgique : 9 octobre 2004 (Festival international du film de Flandre-Gand), 13 octobre 2004 (sortie nationale)
- Classification[5] :
  - États-Unis : R – Restricted (Les enfants de moins de 17 ans doivent être accompagnés d'un adulte).
  - États-Unis : TV-14 (Ce programme contient des éléments que les parents peuvent considérer inappropriés pour les enfants âgés de moins de 14 ans).
  - Royaume-Uni : 18 - Suitable only for adults (Interdit aux moins de 18 ans).
  - Suisse : interdit aux moins de 16 ans[5],[6].
  - France : Interdit aux moins de 12 ans (visa d'exploitation no 110105 délivré le 8 octobre 2004)[7].

## Distribution
- Denzel Washington (VF : Jacques Martial) : John W. Creasy
- Dakota Fanning (VF : Lutèce Ragueneau) : Lupita « Pita » Ramos
- Radha Mitchell (VF : Catherine Le Hénan) : Lisa Ramos
- Christopher Walken (VF : Bernard Tiphaine) : Paul Rayburn
- Marc Anthony (VF : Patrick Mancini) : Samuel Ramos
- Giancarlo Giannini (VF : Jo Camacho) : Miguel Manzano
- Rachel Ticotin (VF : Christina Alvares) : Mariana
- Mickey Rourke (VF : Michel Vigné) : Jordan Kalfus
- Angelina Peláez : sœur Anna
- Gustavo Sánchez Parra (VF : Enrique Fiestas) : Daniel « La Voix » Rosa Sanchez
- Gero Camilo : Aurello Rosa Sanchez
- Rosa María Hernández : Maria
- Jesús Ochoa (VF : Emiliano Suarez) : Fuentes

## Production

### Genèse du projet
Au début des années 1980, Arnon Milchan, fondateur de Regency Enterprises, achète les droits du roman L'Homme de feu d'A. J. Quinnell (en), un pseudonyme d'écrivain qui sera identifié très tardivement comme celui de Philip Nicholson. Le producteur propose à Tony Scott d'en réaliser l'adaptation. Mais le projet ne se concrétise pas et Tony Scott tourne alors Top Gun. Arnon Milchan produit finalement le film Man on Fire réalisé par Élie Chouraqui en 1987, dont l'action se déroule en Italie.
Au début des années 2000, le producteur Lucas Foster s'associe à Regency pour relancer le projet. Brian Helgeland est engagé pour écrire le script. Après envisagé Michael Bay et Antoine Fuqua, la production recontacte Tony Scott qui donne son accord en 2003,.
À l'origine, l'intrigue du scénario — comme celle du roman original — se déroule en Italie, notamment à Naples. L'histoire sera finalement transposée au Mexique, car Lucas Foster et Tony Scott trouvent que la mafia est un sujet trop cliché et déjà-vu. De plus, les enlèvements sont désormais plus rares en Italie en raison de lois plus strictes,.

### Attribution des rôles
Pour le rôle principal de Creasy, Robert De Niro, Tom Cruise, Will Smith et Bruce Willis étaient pressentis mais ont refusé. Il revient finalement à Denzel Washington, qui retrouve Tony Scott après USS Alabama (1995).
Pour parfaire son rôle, la petite Dakota Fanning a pris, avant le tournage du film, des cours d'espagnol, de piano, d'amélioration de sa technique de natation. De plus, elle a fréquenté durant plusieurs semaines ses futurs « parents » afin de se familiariser avec le couple et paraître ainsi plus naturelle dans son rôle.
Christopher Walken était à l'origine pressenti pour jouer le rôle de Jordan Kalfus. Mais il demanda au réalisateur de lui confier plutôt celui de Rayburn. L'acteur explique ce choix : « J'avais dit à Tony que je voulais changer d'emploi et que j'en avais ma claque de jouer les méchants ! ». Le réalisateur a été séduit par l'idée : « Chris arriverait à rendre excitante la lecture de l'annuaire. Il a enrichi Rayburn de quantité de nuances ». Le personnage de Rayburn devait à l'origine être incarné par Marlon Brando.

### Tournage
Pour plus de réalisme, le tournage s'est déroulé principalement en décors réels, à Mexico. Le tournage a également eu lieu aux Studios Churubusco à Ciudad Juárez, Puebla, de même qu'aux États-Unis, notamment à Los Angeles et à El Paso au Texas.

### Musique
La musique du film est composée par Harry Gregson-Williams, qui avait déjà travaillé avec le réalisateur pour Ennemi d'État et Spy Game : Jeu d'espions.
Toutes les chansons sont écrites et composées par Harry Gregson-Williams, sauf exceptions notées.
| 1.  | Una Palabra                | Carlos Varela                        | Carlos Varela    | 1:19 |
| 2.  | Main Title                 |                                      |                  | 3:05 |
| 3.  | Taxi                       |                                      |                  | 0:53 |
| 4.  | El Paso                    |                                      |                  | 0:41 |
| 5.  | Creasy's Room              |                                      |                  | 0:34 |
| 6.  | The Rave                   |                                      |                  | 4:23 |
| 7.  | Pita's Sorrow              |                                      |                  | 1:47 |
| 8.  | Nightmare                  |                                      |                  | 1:06 |
| 9.  | Bullet Tells The Truth     |                                      |                  | 1:36 |
| 10. | Followed                   |                                      |                  | 1:02 |
| 11. | Smiling                    |                                      |                  | 0:48 |
| 12. | You Are Her Father         |                                      |                  | 1:45 |
| 13. | No Mariachi                |                                      |                  | 0:43 |
| 14. | The Drop                   |                                      |                  | 2:58 |
| 15. | Angel Vengador             | Meri Gavin                           | Gabriel Gonzalez | 1:22 |
| 16. | You Betrayed Me            |                                      |                  | 1:25 |
| 17. | She's Dead                 |                                      |                  | 0:43 |
| 18. | The Crime Scene            |                                      |                  | 0:57 |
| 19. | Pita's Room                |                                      |                  | 1:48 |
| 20. | Gonzalez                   |                                      |                  | 1:57 |
| 21. | Oye Como Va                |                                      | Kinky            | 4:40 |
| 22. | La Niña                    |                                      |                  | 1:49 |
| 23. | Creasy's Art Is Death      |                                      |                  | 0:54 |
| 24. | The Voice                  |                                      |                  | 2:59 |
| 25. | Sanchez Family             |                                      |                  | 4:45 |
| 26. | The Rooftop                |                                      |                  | 5:07 |
| 27. | The End                    | Harry Gregson-Williams, Lisa Gerrard | Lisa Gerrard     | 9:34 |
| 28. | Man On Fire (Hybrid Remix) |                                      | Lisa Gerrard     | 3:41 |

## Sortie et accueil

### Critique
Dès sa sortie en salles, Man on Fire a rencontré un accueil mitigé des critiques professionnelles : 39 % des 161 commentaires collectés sur le site Rotten Tomatoes sont positifs, pour une moyenne de 5,2⁄10, tandis qu'il obtient un score de 47⁄100 sur le site Metacritic, pour 36 commentaires collectés. Le site AlloCiné lui attribue une note moyenne de 2,8⁄5 pour seize critiques de presse collectées.

### Box-office
Man on Fire a rencontré un certain succès commercial au box-office, rapportant un total de 130 293 714 dollars de recettes mondiales, dont 77 911 774 dollars sur le territoire américain, alors que le budget initial du film était d'environ 70 millions de dollars. En France, le film totalise 435 128 entrées.
| Pays ou région    | Box-office      | Date d'arrêt du box-office | Nombre de semaines |
| ----------------- | --------------- | -------------------------- | ------------------ |
| États-Unis Canada | 77 911 774 $    | 6 septembre 2004           | 20                 |
| France            | 435 128 entrées | -                          | -                  |
| Total mondial     | 130 293 714 $   | -                          | -                  |

## Distinctions
Entre 2004 et 2005, Man on Fire a été sélectionné 8 fois dans diverses catégories et a remporté 1 récompense.

### Récompenses
- BMI Film and TV Awards 2005 : BMI Film Music Award pour Harry Gregson-Williams.

### Nominations
- Golden Schmoes Awards 2004 : meilleure actrice dans un second rôle de l'année pour Dakota Fanning.
- Critics' Choice Movie Awards 2005 : meilleure jeune actrice pour Dakota Fanning.
- Golden Trailer Awards 2005 : 
  - Meilleur film d'action,
  - Meilleur film dramatique.
- NAACP Image Awards 2005 :
  - Film exceptionnel,
  - Acteur exceptionnel dans un film pour Denzel Washington.
- Young Artist Awards 2005 : meilleure performance dans un long métrage - Jeune actrice principale pour Dakota Fanning.